# Jiří Bláha (režisér)
Jiří Bláha (* 1. září 1986 Teplice) je český televizní režisér, scenárista, herec, moderátor a muzikant.

## Život
Po absolvování Střední odborné školy profesora Švejcara v Plzni v roce 2006 našel Jiří Bláha uplatnění v soukromém rádiu Šumava, kde tři roky moderoval ranní show s názvem Bláhoviny. V roce 2009 nastoupil do TV Barrandov. Jako scenárista či dramaturg je podepsaný pod řadou úspěšných pořadů, jako jsou Kurňa, co to je? s Pavlem Zedníčkem, Prominenti nebo soutěží Kdo to ví? Coby režisér má na svém kontě několik dokumentárních portrétů v rámci cyklu Tajemství, hrané bakalářské příběhy Rodinné vztahy nebo zábavný pořad Nikdo není perfektní.
Režíroval také Cibulkovu zábavnou tajenku, Z Místa činu, Soudkyni Barbara, Odvolací soud a Soudce Alexandr.
Od roku 2014 se Jiří Bláha objevuje i na divadelních prknech. Kromě účinkování v několika hrách plzeňského Divadla Pluto zastává v tomtéž divadle také funkci uměleckého šéfa. Na televizní obrazovce se pak objevuje nejen v komediálních skečích pořadu Neuvěřitelný týden, ale i v epizodních seriálových rolích. Příležitostně moderuje společenské akce, večírky a talk-show s různými osobnostmi českého showbyznysu. Věnuje se také vlastní hudební tvorbě se svou kapelou a je průvodcem komorního recitálu o životě zpěváka Petra Nováka.
V roce 2018 byl již potřetí zvolen do zastupitelstva obce Žihle. Je ženatý a má dva syny.

## Dílo

### Herecká filmografie
- 2022 – Včera, dnes a navždy (amatérský film)
- 2021 – Ordinace v růžové zahradě (TV seriál)
- 2020 – Padesát odstínů korony (internetový seriál)
- 2020 – Slunečná (TV seriál)
- 2020 – Modrý kód (TV seriál)
- 2019 – Zakleté pírko (pohádka)
- 2018 – Po čem muži touží (filmová komedie)
- 2016 – Strašidla (film)
- 2015 – Bezdružice (TV seriál)
- 2015 – Neuvěřitelný týden (TV pořad)
- 2014 – Nikdo není perfektní (TV pořad)
- 2013 – Ona a on (TV seriál)
- 2013 – Chce to nápad (TV pořad)
- 2012 – Včera, dnes a pozítří (amatérský film)
- 2010 – 90 minut (TV pořad)
- 2009 – 60 minut (TV pořad)
- 2008 – Včera, dnes a zítra (amatérský film)

### Divadlo
- 2021 – Blbec k večeři (role: Leblanc, Divadlo Pluto, Plzeň)
- 2019 – Letem světem s kabaretem (role: kabaretiér, Divadlo Pluto, Plzeň)
- 2018 – Splašené nůžky (role: poručík Rosický, Divadlo Pluto, Plzeň)
- 2018 – Slaměný klobouk (role: důstojník Emil, Divadlo Pluto, Plzeň)
- 2017 – Šílený prachy (role: detektiv Davenport, Divadlo Pluto, Plzeň)
- 2017 – Revizor (role: sluha Osip, Divadlo Pluto, Plzeň)
- 2016 – Vraždy a něžnosti (role: německý turista, Divadlo Pluto, Plzeň)
- 2015 – Klíče na neděli (role žárlivého manžela, Divadlo Pluto)
- 2014 – Nejkrásnější válka (hlavní role – Julián, Divadlo Pluto

### Režijní filmografie
- 2021 – Dobrej chlap (videoklip kapely Doga)
- 2021 – Andělé v mých vlasech (videoklip Báry Basikové)
- 2021 – Maria chodila (videoklip)
- 2020 – Padesát odstínů korony (internetový seriál)
- 2020 – Z místa činu (TV pořad)
- 2019 – Tajemství Divadla Pluto (dokument)
- 2019 – Zpívat může každý (soutěž)
- 2019 – Odvolací soud (TV pořad)
- 2018 – Cibulkova zábavná tajenka (soutěž)
- 2018 – Rodinné vztahy (TV seriál)
- 2017 – Soudce Alexandr (TV pořad)
- 2017 – Nikdo není perfektní (zábavný pořad)
- 2016 – Soudkyně Barbara (TV pořad)
- 2016 – Tajemství Dalibora Jandy (dokument)
- 2016 – Tajemství Luďka Soboty (dokument)
- 2015 – Tajemství Jiřího Krampola
- 2015 – Tajemství Františka Filipovského
- 2014 – Tajemství Jaroslava Uhlíře
- 2014 – Tajemství Petra Čepka
- 2012 – Tajemství Jiřího Sováka
- 2012 – Tajemství Heleny Růžičkové
- 2012 – Tajemství muzikálů
- 2012 – Včera, dnes a pozítří (amatérský film)
- 2011 – Tajemství filmových hvězd
- 2010 – Tajemství bulváru: Lež nebo realita
- 2010 – Tajemství bulváru: Lidé kolem něj
- 2010 – Továrna na sny (17dílný cyklus o filmařských profesích)
- 2008 – Včera, dnes a zítra (amatérský film)

### Další aktivity
- 2020 – Dobré ráno (ranní show Rádia Západ, moderace)
- 2019 – Poklad z půdy (TV pořad, pomocný režisér)
- 2019 – Studio Z (TV pořad, moderace)
- 2016 – Barrandovský Silvestr (zábavný pořad, scénář)
- 2015 – Barrandovský Silvestr (zábavný pořad, scénář)
- 2015 – Kdo to ví? (TV soutěž, dramaturgie, scénář)
- 2014 – Babovřesky 3 (komedie, asistent režie a lokací)
- 2014 – Nikdo není perfektní (zábavný pořad, scénář)
- 2013 – Kurňa, co to je? (TV soutěž, dramaturgie)
- 2013 – Babovřesky 2 (komedie, asistent režie)
- 2013 – Barrandovský čumáček (TV pořad, scénář)
- 2012 – Včera, dnes a pozítří (amatérský film, scénář)
- 2011 – Tajemství Ladislava Smoljaka (dokument, scénář)
- 2010 – Prominenti (TV pořad, scénář)
- 2009 – Včera, dnes a zítra (amatérský film, scénář)
- 2006 – Bláhoviny (ranní show rádia Šumava, moderace)